# Bray-sur-Somme
Bray-sur-Somme é uma comuna francesa na região administrativa de Altos da França, no departamento de Somme. Estende-se por uma área de 16,81 km². Em 2010 a comuna tinha 1 281 habitantes (densidade: 76,2 hab./km²).